# باکالیت
باکالیت (به انگلیسی: Bakelite)با نام‌های دیگر فنولیک، فلنولیک‌رزین و فنول‌فورمال‌دهاید، نوعی ترموست و یک ترکیب مصنوعی از رزین است که با فیلرهایی مانند خاکه‌چوب و پنبهٔ نسوز ساخته می‌شود تا استحکام آن بالا رود. باکلیت ممکن است به شکل میله‌ای، لوله‌ای، تخته یا ورق ساخته شود و قابلیت ساب‌خوردن، بریده‌شده، سوراخ‌شدن، اره‌شدن و حکاکی‌شدن و پرداخت را داراست. باکلیت از کربولیک‌اسید (فنول) و فرمالدهاید به دست می‌آید و ماده‌ای ارزان‌قیمت است که می‌تواند در رنگ‌های مختلف ساخته شود. و به عنوان عایق حرارتی و الکتریکی به کار رود.

## تاریخچه
باکالیت نخستین پلاستیک ساختهٔ دست بشر است که در سال ۱۹۰۸ میلادی توسط لئو بیکلاند کشف شد. او در سال ۱۹۱۰ شرکت جنرال باکلیت را پایه‌گذاری کرد که شاخه‌هایی در برلین و بعدها در بریتانیای کبیر و کانادا داشت. در سال ۱۹۳۸ میلادی این شرکت با تبدیل به بخش پلاستیک شرکت یونیون کارباید شد. کاربرد نخستین باکالیت در صنایع الکترونیک و به عنوان عایق بود اما خیلی زود در امور دیگر نیز کاربرد پیدا کرد. بیکلاند برای کشف خود تا سال ۱۹۲۸ حق اختراع داشت. در سال ۱۹۳۰ میلادی امریکن کاتالین کورپوریشن کاتالین را معرفی کرد و رقیب باکالیت شد. کاتالین کورپوریشن در ۱۹۳۵ ماده‌ای شفاف به نام پریستال را معرفی کرد که رنگی کهربایی و امروزه به آن اپل‌جوس باکالیت می‌گویند. در دههٔ ۱۹۳۰ با مشخص‌شدن راه‌هایی برای ساخت باکالیت با رنگ روشن، از آن به عنوان ماده‌ای در جواهرسازی مطرح شد. در دهه‌های ۱۹۴۰ و ۱۹۵۰ میلادی شرکت ماربلت از باکالیت استفاده کرد. امروزه با وجود اینکه انواع مختلفی از ترکیبات فنولیک‌رزین همچون ماربلت،، دورز، باکالیت و کاتلین، فنولیا و پریستال وجود دارد، اما بین بیشتر مردم رایج‌ترین شیوه برای اشاره به همهٔ آن‌ها باکلیت است.

## ویژگی‌ها
باکالیت ترکیبی اکسیدپذیر است و در طی چند سال رنگ بیرونی آن تغییر خواهد کرد که اغلب می‌توان با استفاده از سنباده مشاهده کرد که رنگ داخلی آن متفاوت است. باکالیت‌های سفید رفته‌رفته کرم‌رنگ؛ بنفش کم‌رنگ، قهوه‌ای؛ فیروزه‌ای، سبز؛ و صورتی به نارنجی تبدیل می‌شوند. این پدیده معمولاً در برابر نور آفتاب یا تماس با مواد شیمیایی همچون خوشبوکننده‌ها، افشانه‌های مو و مواد آرایشی رخ می‌دهد.

### رنگ‌ها
باکالیت‌های تک‌رنگ در تقریباً ۱۰۰ رنگ متفاوت تولید می‌شوند. باکالیت‌ها را می‌توان با ترکیبی از این رنگ‌ها و به صورت کدر، نیم‌شفاف یا شفاف ساخت.

## تشخیص از پلاستیک
از آنجا انواع مختلف فنولیک‌رزین با نام باکالیت شناخته می‌شوند، تشخیص باکلیت حقیقی کمی دشوار است که با چند آزمایش ساده از جمله بررسی ظرافت‌های دستی (در جواهرات) و وجود لایهٔ اکسید می‌توان آن را از پلاستیک تشخیص داد. با کشیدن پارچهٔ نخی آغشته به موارد پاک‌کنندهٔ خاص روی باکالیت اصل لکه‌های عاجی و زرد کم‌رنگ روی پارچه باقی می‌ماند که از ویژگی‌های باکالیت است و پلاستیک‌ها چنین اثری ندارند یا اینکه لکه‌شان همرنگ پلاستیک خواهد بود. این روش تقریباً در همهٔ باکلیت‌ها به جز باکلیت‌هایی که به تازگی پرداخت شده‌اند و زنگار رویشان از بین رفته است، یا باکلیت‌های قرمز و سیاه که گاهی نتایج گیج‌کننده می‌دهند، قابل استفاده است.

## کاربرد باکالیت
باکالیت ها نسبت به پلاستیک از مقاومت دمایی بالاتری برخوردار هستند و همین نکته موجب شده است که از این محصولات در قطعات الکترونیکی، مخابراتی، صنایع نظامی و ... استفاده شود.
یکی از پرکاربردترین حوزه استفاده از باکالیت در ساختار ترمینال و اتصالات برقی است این قطعات به خاطر شوک و افزایش حرارت ناگهانی بایستی در مقابل دما و ضربه مقاوم باشد. استفاده از این محصولات در ترمنیال های دو طرفه و ... استفاده شده است.

## واژه‌نامه
1. ↑  phenolic resin
2. ↑  phenol formaldehyde
3. ↑  Leo H. Beakeland
4. ↑  Union Carbide Company
5. ↑  American Catalin Corporation
6. ↑  Prystal
7. ↑  apple juice
8. ↑  Marbelette Company
9. ↑  Marbelette
10. ↑  Durez
11. ↑  Phenolia